# منسنج
يوهنس پتروس منسنج Johan Peter Mari Mensing (1319 - 1371 هـ / 1901 - 1951 م) هو مستشرق هولندي.
أخذ العربية عن سنوك وفنسنك. له بالألمانية كتاب Debepaalede Straffen in het Hanbalietische recht عن الحدود في المذهب الحنبلي.